# Campionati tedeschi di sci alpino 1986
Ai Campionati tedeschi di sci alpino 1986 furono assegnati i titoli di discesa libera, supergigante, slalom gigante e slalom speciale, sia maschili sia femminili.

## Risultati

### Uomini

#### Discesa libera
| Pos. | Atleta          | Nazione        |
| ---- | --------------- | -------------- |
| 1    | Markus Wasmeier | Germania Ovest |
| 2    | Herbert Renoth  | Germania Ovest |
| 3    | Sepp Wildgruber | Germania Ovest |

#### Supergigante
| Pos. | Atleta          | Nazione        |
| ---- | --------------- | -------------- |
| 1    | Markus Wasmeier | Germania Ovest |
| 2    | Herbert Renoth  | Germania Ovest |
| 3    | Peter Dürr      | Germania Ovest |

#### Slalom gigante
| Pos. | Atleta          | Nazione        |
| ---- | --------------- | -------------- |
| 1    | Markus Wasmeier | Germania Ovest |
| 2    | Hans Stuffer    | Germania Ovest |
| 3    | Michael Eder    | Germania Ovest |

#### Slalom speciale
| Pos. | Atleta        | Nazione        |
| ---- | ------------- | -------------- |
| 1    | Florian Beck  | Germania Ovest |
| 2    | Armin Bittner | Germania Ovest |
| 3    | Gundolf Thoma | Germania Ovest |

### Donne

#### Discesa libera
| Pos. | Atleta              | Nazione        |
| ---- | ------------------- | -------------- |
| 1    | Regine Mösenlechner | Germania Ovest |
| 2    | Marina Kiehl        | Germania Ovest |
| 3    | Heidi Wiesler       | Germania Ovest |

#### Supergigante
| Pos. | Atleta        | Nazione        |
| ---- | ------------- | -------------- |
| 1    | Marina Kiehl  | Germania Ovest |
| 2    | Michaela Gerg | Germania Ovest |
| 3    | Traudl Hächer | Germania Ovest |

#### Slalom gigante
| Pos. | Atleta        | Nazione        |
| ---- | ------------- | -------------- |
| 1    | Traudl Hächer | Germania Ovest |
| 2    | Michaela Gerg | Germania Ovest |
| 3    | Katrin Stotz  | Germania Ovest |

#### Slalom speciale
| Pos. | Atleta        | Nazione        |
| ---- | ------------- | -------------- |
| 1    | Michaela Gerg | Germania Ovest |
| 2    | Angela Drexl  | Germania Ovest |
| 3    | Helga Lazak   | Germania Ovest |